# Damian Lewis
Damian Lewis (St John's Wood (Londen), 11 februari 1971) is een Engelse acteur.
Lewis haalde zijn diploma in 1993 aan de Guildhall School of Music and Drama in Groot-Brittannië. Nadat hij was afgestudeerd kreeg hij een stageplek aangeboden bij de Royal Shakespeare Company. Daarna speelde hij een paar kleine filmrollen, totdat regisseur Steven Spielberg hem zag in het toneelstuk Hamlet van William Shakespeare.
Zo werd Lewis gecast voor de hoofdrol van majoor Richard 'Dick' Winters in de mini-serie Band of Brothers. Met deze rol kwam zijn definitieve doorbraak. De serie won een Golden Globe en werd genomineerd voor negentien Emmy Awards, waarvan er zes verzilverd werden. Inmiddels speelde Lewis in 13 afleveringen van de Amerikaanse politieserie Life, die op 26 september 2007 voor het eerst op televisie te zien was. Er is ook een seizoen 2 gemaakt, die wel is uitgekomen op dvd in Nederland, maar nog niet te zien was op tv. Net zoals in seizoen 1 speelt Lewis Charlie Crews. Daarna speelt hij een hoofdrol in de serie Homeland. Van 2016 t/m 2021 speelde hij miljardair Robert "Bobby" Axelrod in de serie Billions.
Lewis is ambassadeur van de christelijke hulporganisatie Christian Aid. Hij was sinds 2007 getrouwd met de in 2021 overleden actrice Helen McCrory en heeft hieruit een dochter en een zoon.

## Films en tv-series
- 2022  A Spy Among Friends
- 2020 Dream Horse
- 2019  Once upon a time in Hollywood
- 2016–2021 Billions
- 2015 Queen of the Desert
- 2014 Wolf Hall
- 2013 Romeo & Juliet
- 2012 The Sweeney
- 2011–2014 Homeland (televisieserie)
- 2011 Your Highness
- 2009 Life (televisieserie)
- 2007 Boogie Woogie
- 2007 Life (televisieserie)
- 2007 The Escapist
- 2007 The Baker
- 2006 Stormbreaker
- 2006 The Situation
- 2006 Friends & Crocodiles (tv)
- 2005 An Unfinished Life
- 2005 Colditz
- 2005 Chromophobia
- 2005 Much ado about nothing (tv)
- 2004 Keane
- 2004 Brides
- 2003 Dreamcatcher
- 2002-2003 The Forsyte Saga (miniserie)
- 2001 Band of Brothers (televisieserie)
- 2000 Hearts & Bones (televisieserie)
- 1999 Warriors
- 1998 Saving Private Ryan
- 1997 Robinson Crusoe
- 1996 A Touch of Frost (televisieserie)
- 1995 Agatha Christie’s Poirot seizoen 6 afl. 43 (Hickory Dickory Dock)

- Bibsys: 6041616
- Biblioteca Nacional de España: XX4618237
- Bibliothèque nationale de France: cb14199008p (data)
- Catàleg d'autoritats de noms i títols de Catalunya: 981058530172706706
- CiNii: DA17800373
- Gemeinsame Normdatei: 140987134
- International Standard Name Identifier: 0000 0001 1701 1054
- Library of Congress Control Number: no2003039032
- MusicBrainz: ef22aaa0-159a-4e1d-8512-cf49601c341f
- Nationale Bibliotheek van Tsjechië: xx0103795
- Nationale Bibliotheek van Israël: 987007457586405171
- Nationale Bibliotheek van Polen: a0000002299918
- Nederlandse Thesaurus van Auteursnamen: 240737598
- SNAC: w6kk9g6v
- Système universitaire de documentation: 146653254
- Virtual International Authority File: 120246487
- WorldCat: E39PBJmpfhM83CHgcjT73mHwG3